# Резолуција муслимана Босне, Херцеговине и Саџака из 1989.
Резолуција муслимана Босне, Херцеговине и Саџака био је документ који су донели муслимански интелектуалци из Босне, Херцеговине и Саџака на састанку у Вашингтону, 1989. године. Резолуцијом је закључено да ће се они залагати за успоставу слободне Босне и Херцеговине са Санџаком у саставу Савезне Државе Хрватске, засноване на начелима слободе, демократије и плурализма. Реакција државних средишњица ХСС-а у емиграцији била је позитивна. На састанку одржаном 17, 18. и 19. новембра 1989. у канадском Цалгарyју дана је повољна оцена. Било је преко тридесет судионика састанка. Присутни делегати били су из Канаде, САД и Аустралије. Дали су подршку резолуцији и одлучили је послати свим светским факторима.